# مايك براون (لاعب هوكي الجليد أمريكي)
مايك براون (بالإنجليزية: Mike Brown)‏ هو لاعب هوكي الجليد أمريكي، ولد في 24 يونيو 1985 في نورث بروك في الولايات المتحدة.

## وصلات خارجية
- مايك براون على موقع دوري الهوكي الوطني (الإنجليزية)
- مايك براون على موقع EliteProspects.com (الإنجليزية)
- مايك براون على موقع Eurohockey.com (الإنجليزية)
- مايك براون على موقع HockeyDB.com (الإنجليزية)
- مايك براون على موقع Hockey-Reference.com (الإنجليزية)